# Nannocharax schoutedeni
Nannocharax schoutedeni är en fiskart som beskrevs av Poll, 1939. Nannocharax schoutedeni ingår i släktet Nannocharax och familjen Distichodontidae. IUCN kategoriserar arten globalt som livskraftig. Inga underarter finns listade i Catalogue of Life.